# Русский евангельский союз

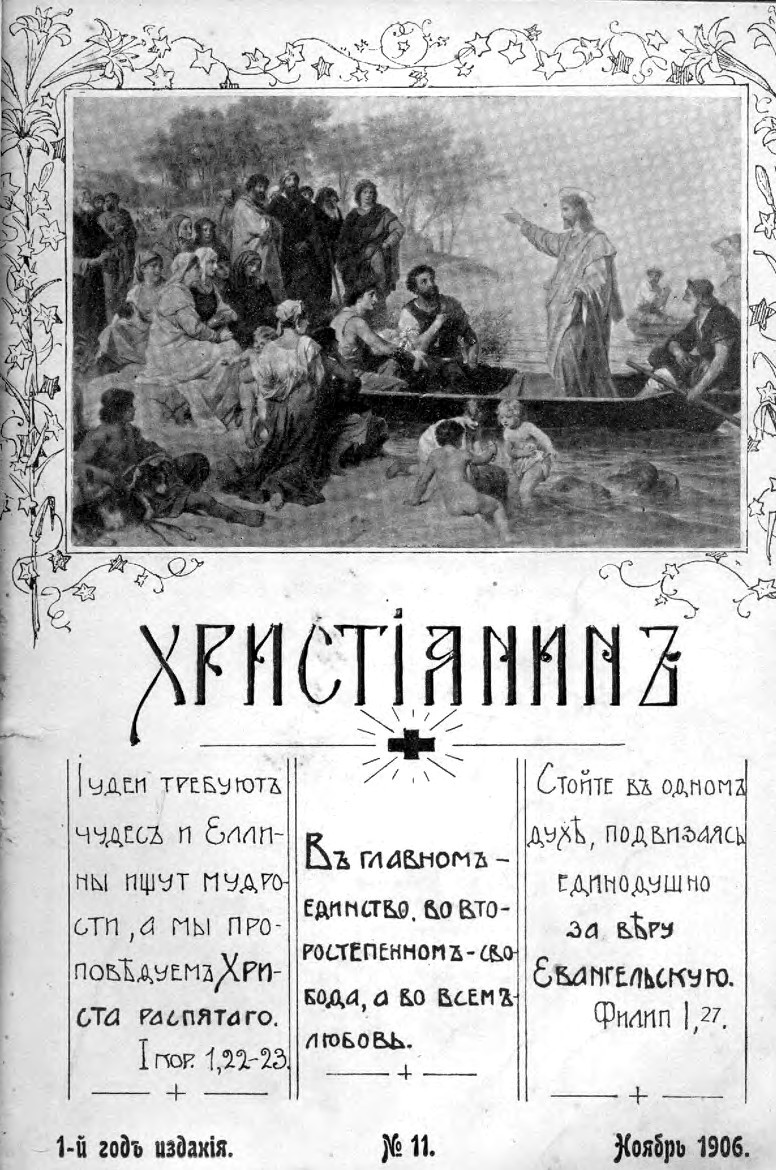
Обложка журнала «Христианин» № 11 за 1906 год. В 1908 году журнал выходил как печатный орган Русского Евангельского Союза, а помещенное на обложке изречение «В главном — единство, во второстепенном — свобода, а во всём — любовь» (часто приписываемое блаженному Августину) было девизом Союза

Русский Евангельский Союз — союз христиан разных деноминаций, созданный в 1904—1908 годах с целью содействия духовному пробуждению народов России, распространения евангельских идей и объединению верующих различных евангельских деноминаций. Большую роль в организации Союза сыграл И. С. Проханов.
Создавался, по-видимому, как национальный аналог или отделение Всемирного евангелического альянса, однако в документах это не отражено.
Особенностью Союза было объединение не на уровне конфессий или поместных церквей, а на уровне отдельных верующих. От членов союза требовалось, чтобы они исповедовали основные евангельские догматы, а во всех остальных вопросах христианской веры, ее внешних проявлениях и церковном устройстве они были свободны.
Союз рассматривался как духовный двигатель, способный провести духовную трансформацию России по образцу ведущих протестантских стран Запада. Под влиянием широко распространенных тогда идей русского мессианства российские протестанты ожидали, что евангельское пробуждение выведет Россию на более высокий социально-культурный и религиозный уровень.

## Предыстория
Русский протестантизм, начавший бурно развиваться во второй половине XIX века, не был единым с организационной точки зрения. По мнению В. С. Рягузова, одной из причин было различие истоков российского протестантизма, которые включали движение пробуждения в Санкт-Петербурге; штундизм на Украине, баптизм на Кавказе и в Черноморском регионе. «На движение пробуждения в Санкт-Петербурге существенное влияние оказало западноевропейское духовное пробуждение, охватившее преимущественно городское население. На формирование штундизма на Украине сильно повлиял пиетизм лютеранских и реформатских крестьян-колонистов, а на баптистов Кавказа и Черноморского региона — меннонитские и молоканские традиции», — отметил Рягузов.
С 1880-х годов предпринимались усилия по сближению различных евангельских конфессий. Так, 20—22 мая 1882 года в колонии Рюнекау Таврической губернии прошла братская конференция, организованная меннонитами И. Вилером и М. П. Фризенем. Меннониты проводили подобные конференции и ранее, однако на этот раз на нее были приглашены и приняли участие пятьдесят представителей от почти всех новоменнонитских и баптистских общин. От петербургской группы верующих В. А. Пашков направил письмо. Фактически, по своему представительству это была всероссийская конференция. Конференция приняла ряд решений по совместной организации духовной работы.

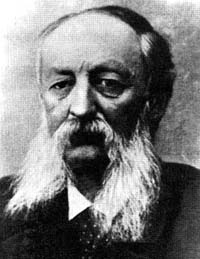
Василий Александрович Пашков

Весной 1884 года В. А. Пашков и М. М. Корф собрали в Петербурге съезд баптистов, евангельских христиан, штундистов, новомолокан-захаровцев и братских меннонитов, на который прибыли 70 делегатов с мест (всего в съезде участвовало около 100 человек). Их намерением было «объединить всех верующих России, чтобы они могли узнать друг друга и потом работать совместно». Съезд работал плодотворно, по многим вопросам было достигнуто единство. Однако 6 апреля (на шестой день работы) приезжие делегаты были арестованы и отправлены в Петропавловскую крепость. Их обвинили в хранении недозволенных документов и выслали из Петербурга. От В. А. Пашкова и М. М. Корфа потребовали прекратить проповедническую деятельность, а после их отказа им было предписано покинуть страну.
Последовавшее за этим ужесточение государственной политики в отношении евангельских протестантов заставило отложить планы межконфессионального объединения.
На съездах 1898—1904 годов были достигнуты соглашения о совместной духовной работе баптистов и евангельских христиан под началом Союза русских баптистов. На объединительном съезде баптистов и евангельских христиан 1905 года было принято общее наименование евангельских христиан-баптистов.
Однако, несмотря на все декларации и сближение конфессий, фактического объединения не произошло.

## Создание
Осенью 1904 в Петербурге прошло собрание из нескольких верующих, на котором обсуждалась идея создания Русского Евангельского Союза. На этом собрании был составлен устав Союза. Участникам собрания стало известно о существовании «Общества русской евангельской печати», основанного в 1901 году во Владикавказе. Однако «при ближайшем ознакомлении с вопросом и при изучении указаний Божиих было выяснено, что время не благоприятствовало такому учреждению».
В 1905 году политика государства в отношении евангельских протестантов существенно смягчилась: в апреле вышел царский Указ о началах веротерпимости, а в октябре был обнародован Манифест о свободе совести, слова, собраний и союзов.

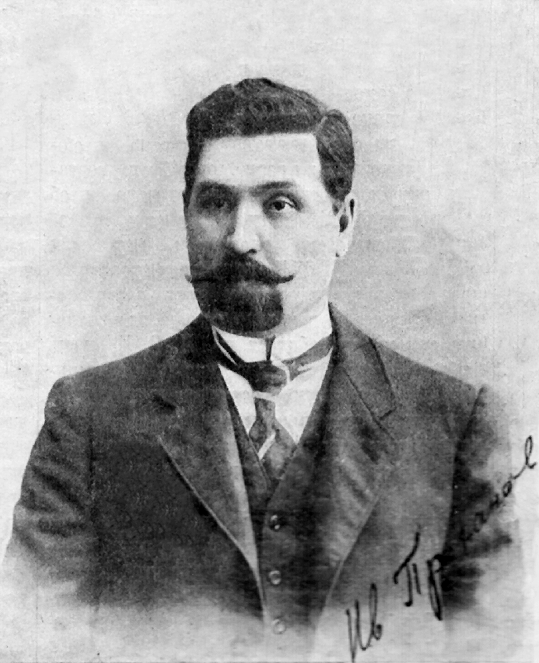
Иван Степанович Проханов

В августе 1906 года И. С. Проханов разослал письмо, в котором излагал свой замысел относительно создания Русского евангельского союза. В задачи Русского евангельского союза входило:
«1. Содействие всякому духовному пробуждению в среде русской церкви, установление связи со всеми живыми элементами ее и распространение идеи религиозного обновления на евангельских основах.
2. Распространение евангельской истины среди русского народа и всего населения России…
3. Проведение евангельского учения в жизнь народа…
4. Содействие объединению всех евангельских верующих в духе, слове и деле путем устройства молитвенных собраний, съездов для обмена духовным опытом и т.п…
5. Особенно ревностное стремление к привлечению к Русскому евангельскому союзу всех живых элементов русского населения».
Членами Союза могли быть все лица, сочувствующие его целям и задачам и исповедующие основные евангельские догматы. Во всех остальных вопросах христианской веры и, в особенности, в отношении внешних проявлений веры и церковного строительства всем членам Союза представлялась полная свобода. В части внешней организации Русский евангельский союз не был союзом церквей, объединенных общим церковным устройством, а был союзом отдельных верующих, единых и в главных пунктах веры, и в деятельности для достижения намеченных целей. Поэтому членами Союза могли быть лица, принадлежащие к церквам с различной внешней организацией (то есть не только евангельские христиане и баптисты, но и христиане других наименований). Он являлся некоторым подобием существовавшего с 1846 года Всемирного евангелического альянса, который также принимал в свою среду христиан разных религиозных направлений.
Одновременно с этим Проханов на страницах «Братского листка» обратился ко всем верующим с предложением провести неделю молитвы о духовном пробуждении России. В этом обращении Проханов сообщил о создании Временного Совета Русского Евангельского Союза и сборе пожертвований в пять целевых фондов — миссии (устной проповеди), евангельской литературы, евангельского просвещения, благотворительности и фонда помещений.
Чуть позднее Проханов писал в «Братском листке»:
«За последнее время однако мысль об основании Евангельского Союза стала более и более прививаться среди верующих в России. Мы с радостью приветствовали основание евангельских комитетов, обществ и союзов в Харькове, Тифлисе, Тавр. губ. и т. п.
Но все эти отдельные усилия к образованию „евангельских комитетов“ вскоре привели к сознанию необходимости объединяющего центрального учреждения.
Мы получали запросы и обращения, в которых указывалось. что в П-ге должно быть положено начало объединяющему учреждению. Такое письмо было получено нами, например, недавно от одного видного деятеля на юге. Мы указываем на все это для того, чтобы показать, что образование Евангельского Союза в России не есть что-либо искусственное: нет, это естественно выросшее дерево духовной жизни. Не мы устраиваем Союз; это был бы печальный случай человеческого строительства.
Нет, этот Союз уже существует в умах и сердцах русских верующих. Он создан Самим Господом, а с нашей стороны не остается ничего, как признать его и дать ему внешнее выражение.
Этот Союз не будет ни с кем конкурировать (соперничать). Его главная цель — призывать всех живых верующих в России к сотрудничеству для великой цели и содействовать объединению всех сродных организаций для великих целей, которые теперь разъяснены отчасти, но впоследствии будут изложены подробно».
Ещё одно обращение к верующим о создании Русского Евангельского Союза было опубликовано 4 декабря 1906 года и подписано И. В. Каргелем, П. Н. Николаи, А. М. Максимовским, В. X. Оффенбергом, И. С. Прохановым и Н. А. Гойером.
В июне 1907 года составленный Прохановым проект Устава Русского Евангельского Союза был одобрен и подписан двадцатью семью верующими (от генералов и советников до мещан и крестьян), принадлежавшими к различным христианским вероисповеданиям. 16 мая 1908 года Устав был утвержден Министерством внутренних дел..
В Уставе указаны следующие цели Союза:
1. Духовное сближение верующих христиан без различия их вероисповедных оттенков на почве Евангелия, и укоренение среди них сознания их единства в Иисусе Христе.
2. Распространение евангельских истин в христианском беспартийном (неконфессиональном) духе.
3. Проведение в жизнь евангельских начал путем распространения просвещения и благотворительности в том же духе.
Лица, подписавшие проект Устава и принявшие на себя ходатайства о его утверждении, считались учредителями Союза. Членами Союза могли состоять лица без различия вероисповедания, но признающие Священное Писание единым основанием своего вероучения, имеющие живую сознательную веру в Господа как в своего личного Спасителя, получившие внутренне свидетельство о своем духовном рождении
и свидетельствующие о своей вере жизнью своею.
Вступающие в члены Союза, оставались членами своих поместных церквей. Каждый вносил членский взнос от 1 до 3 рублей в год. Кроме Совета из 20 человек, избирались не более 10 человек иногородних. Всего 30 человек на срок — 3 года. Совет должен был собираться не реже одного раза в месяц. Совет избирал из своей среды Президиум на три года.
13 января 1909 года состоялось учредительное собрание Союза. В ходе его в Совет Союза были избраны: С. А. Алексеев, Ф. А. Арндт, И. С. Громов, И. Ф. Гроте, А. И. Ивкова, И. В. Каргель, Д-р Кин, В. М. Максимовская, В. Х. Оффенберг, Барон П. Н. Николаи, Нюман, Е. К. Пистолькорс, Ф. К. Пистолькорс, И. С. Проханов, А. И. Проханова, И. И. Раков, Т. Ф. Странберг, П. М. Чекмарев, Ф. Ф. Шларб, О. А. Масленикова, А. И. Страуптман, Н. А. Гойера, член Государственной Думы З. Д. Захаров, И. И. Кильбурн, Х. И. Кравченко, Князь А. П. Ливен.
Вновь избранный Совет из среды себя избрал действующий Комитет Совета. В действующий Комитет Совета, по предложению И. С. Проханова, были избраны: председатель князь Анатолий Павлович Ливен (сын Н. Ф. Ливен), товарищ председателя Барон Павел Николаевич Николаи, казначеем — барон Владимир Христианович Оффенберг, секретарем — Т. Ф. Странберг.

## Реакция евангельских лидеров
Евангельские лидеры реагировали на создание Русского Евангельского Союза по-разному. Одобрительно высказались З. Д. Захаров (лидер новомолокан-захаровцев), евангельский христианин М. М. Корф, баптист В. А. Фетлер, меннонит П. М. Фризен и некоторые другие.
Сравнительно терпимо отнеслись к Евангельскому Союзу В. Г. Павлов, В. В. Иванов и некоторые другие представители Союза баптистов.
В то же время некоторые влиятельные баптистские лидеры отнеслись к этому отрицательно. Ф. П. Балихин, побывавший еще в 1903 году на конференции Всемирного евангелического альянса в Бланкенбурге, в 1907 году сравнил его с «новозаветным столпотворением», фактически осудив саму идею межконфессионального объединения:.
"Конференция Бланкенбурга и вообще союз «Альянс» — ставит своей целью единение не в учении Иисуса Христа, а в Самом Христе, и не только допускают полнейшую свободу мнений, а даже считают предосудительным говорить о предметах разделения. Эта мысль и эта работа мне показалась новозаветным столпотворением: они будут долго и очень усердно трудиться, наносят много камней и других даже горючих материалов, сложат все это в бесформенные массы, но никогда не увенчают своей постройки тем славным венцом, которым был увенчан труд Апостолов.
«Один Господь, одна вера, одно крещение» (Ефес. 4:5)… и я, смотря на весть труд этой конференции, мысленно повторял завещание Апостола: «Бог же терпения и утешения да дарует вам быть в единомыслии между собою, по учению Христа Иисуса». (Рим. 15:5), и внутренно молился, чтобы Господь направил к ним новых Акиллу и Прискиллу, которые бы «точнее объяснили им путь Господень».
А. М. Мазаев в журнале «Баптист» (№ 11 за 1909 год) писал о Русском Евангельском Союзе: «Это уже совершенно непонятно, и всякий ум отказывается понимать этот ужасный союз… в одно и то же время состоять членом церкви баптистов или православных и в то же время быть членом евангельского союза. — Может ли из одного источника истекать вода соленая и сладкая? Может ли один раб служить двум господам? Ведь у евангельского союза — своя платформа, у баптиста — своя, у православного — своя. Евангельский союз требует исполненья половины Евангелия, а баптисты требуют исполнения всего Евангелия. Христиане учат о возрождении через веру, а православные и детокрещенцы возрождают человека посредством крещения. Да ведь это будет новое столпотворение и все это делается в противовес нам, баптистам. Какое же может быть общение между такими лицами? Или баптист должен отказаться от своего ученья, или, наоборот, — евангельские христиане должны отказаться от своих взглядов и своей затеи».

## Итоги
Еще в январе 1907 года по инициативе Санкт-Петербургской общины евангельских христиан в Петербурге прошел съезд представителей общин баптистов, евангельских христиан, пресвитериан и молокан. Съезд выработал совместные предложения по изменениям в правила, приложенные к Высочайшему Указу от 17 октября 1906 года «О порядке устройства отделившихся от православия сектантских общин».
В отчете о работе съезда, помещенном в журнале «Братский листок», неназванный автор (очевидно И. С. Проханов) сравнивал его с проведенным В. А. Пашковым съездом 1884 года. «Этот съезд представляет весьма отрадное явление, потому что он является вторым съездом в России, на котором объединились для одной работы представители разных ветвей русского евангельского движения: здесь были баптисты, евангельские христиане, пресвитериане, молокане», — писал автор отчета. В то же время в отчете ничего не говорится об обсуждении создания Русского Евангельского Союза, хотя игнорировать этот вопрос, пусть даже в кулуарных обсуждениях, делегаты съезда не могли. Можно предположить, что единство по вопросу о создании Союза не было достигнуто.
Несмотря на учреждение в январе 1909 года Русского Евангельского Союза, Проханов (который, по мнению С. Н. Савинского, «предвидел, что не будет понят руководством Союза баптистов») занялся подготовкой первого Всероссийского съезда евангельских христиан, который прошел 14-19 сентября 1909 года и строительством уже конфессионального союза евангельских христиан-прохановцев, объединившего поместные церкви.
Что касается Русского Евангельского Союза, то сведений о его дальнейшей деятельности осталось немного. По данным И. П. Плетта, на годовом собрании в марте 1911 г. А. П. Ливен и П. Н. Николаи отказались от занимаемых должностей. Вместо них были избраны соответственно В. Х. Оффенберг и Л. А. Шульц. За 1911 г. в союз было принято 13 человек, а вышло из него 27 человек. К концу 1911 г. союз насчитывал 90 членов. В начале 1912 г. в совет союза входило 20 человек. Среди них известные верующие ЕХБ: И. В. Каргель, С. А. Алексеев (пресвитеры евангельских христиан в Петербурге), И. С. Проханов и его жена Анна Ивановна, а также П. И. Чекмарев. Таким образом, первоначальный замысел общего объединения евангельских протестантов Русский Евангельский Союз не исполнил, став лишь объединением малочисленной группы верующих.

## В современности
Преемником Русского Евангельского Союза считает себя Российский Евангельский Альянс (РЕА), созданный в марте-апреле 2003 года. Однако в РЕА, созданным по аналогии со Всемирным Евангельским Альянсом, объединение предусматривается на уровне различных церковных союзов и др. надцерковных организаций, а не на уровне отдельных верующих.